# Molophilus crassistylus
Molophilus crassistylus là một loài ruồi trong họ Limoniidae. Chúng phân bố ở miền Australasia.